# Get Shorty
Get Shorty (Cómo conquistar Hollywood en España y El nombre del juego en Latinoamérica) es una película estadounidense de comedia estrenada en octubre de 1995, basada en la novela homónima escrita por Elmore Leonard en 1990. Fue dirigida por Barry Sonnenfeld y está protagonizada por John Travolta, Gene Hackman, Rene Russo y Danny DeVito.
La secuela, Be Cool, fue estrenada en 2005 y está basada en la novela homónima publicada en 1999.

## Argumento
Chili Palmer es un truhan de Nueva York que hace trabajos por encargo, pero sueña con otros horizontes. En una misión en Los Ángeles, descubre el fascinante mundo de Hollywood. Conoce a Harry Zimm, un productor de películas de serie B, a Martin Weir, una estrella del cine, a traficantes de drogas... Chili hará de todo para entrar en el mundo de Hollywood con el fin de producir una película inspirada en su propia historia.

## Reparto
- John Travolta como Chili Palmer.
- Gene Hackman como Harry Zimm.
- Rene Russo como Karen Flores.
- Danny DeVito como Martin Weir.
- Dennis Farina como Ray «Bones» Barboni.
- Bette Midler como Doris Saffrin.
- Delroy Lindo como Bo Catlett.
- James Gandolfini como Bear.
- Jon Gries como Ronnie Wingate.
- Renee Props como Nicki.
- David Paymer como Leo Devoe.
- Martin Ferrero como Tommy Carlo.
- Miguel Sandoval como Mr. Escobar
- Jacob Vargas como Yayo Portillo.
- Bobby Slayton como Dick Allen.
- Linda Hart como Fay Devoe.
- Penny Marshall en cameo.
- Harvey Keitel en cameo.

## Recepción
Get Shorty recibió críticas generalmente positivas y tiene una puntuación de 86% en la página web Rotten Tomatoes. La película participó en el 46.º Festival Internacional de Cine de Berlín.
La película entró en el número 1 la semana de su estreno con 12 700 007 dólares recaudados. Get Shorty permaneció en esa posición durante tres semanas consecutivas antes de ser superada por Ace Ventura: When Nature Calls.

## Segunda Parte
Be Cool es la secuela en donde el personaje Chili Palmer vuelve e incursiona en el negocio de la música.